# 플라타이아
플라타이아(고대 그리스어: Πλάταια) 또는 플라타이아이(고대 그리스어: Πλαταιαί)는 고대 그리스 보이오티아 현 지방에 있던 도시 국가 중 하나이다. 테바이 남쪽, 아티카 지방의 경계 부근에 위치했다.
반 테베, 친 아테네의 자세를 취하고 마라톤 전투(기원전 490년)는 아테네와 함께 페르시아를 무찔렀다. 또한 플라타이아 전투(기원전 479년)도 이 땅에서 이루어졌다. 기원전 428년에 펠로폰네소스 전쟁 중에 테바이와 스파르타에 의해 파괴되었다.
현대 그리스어에서는 플라테에스(현대 그리스어: Πλαταιές)라고 하며, 테베 시에 속하는 지역이다.

## 역사

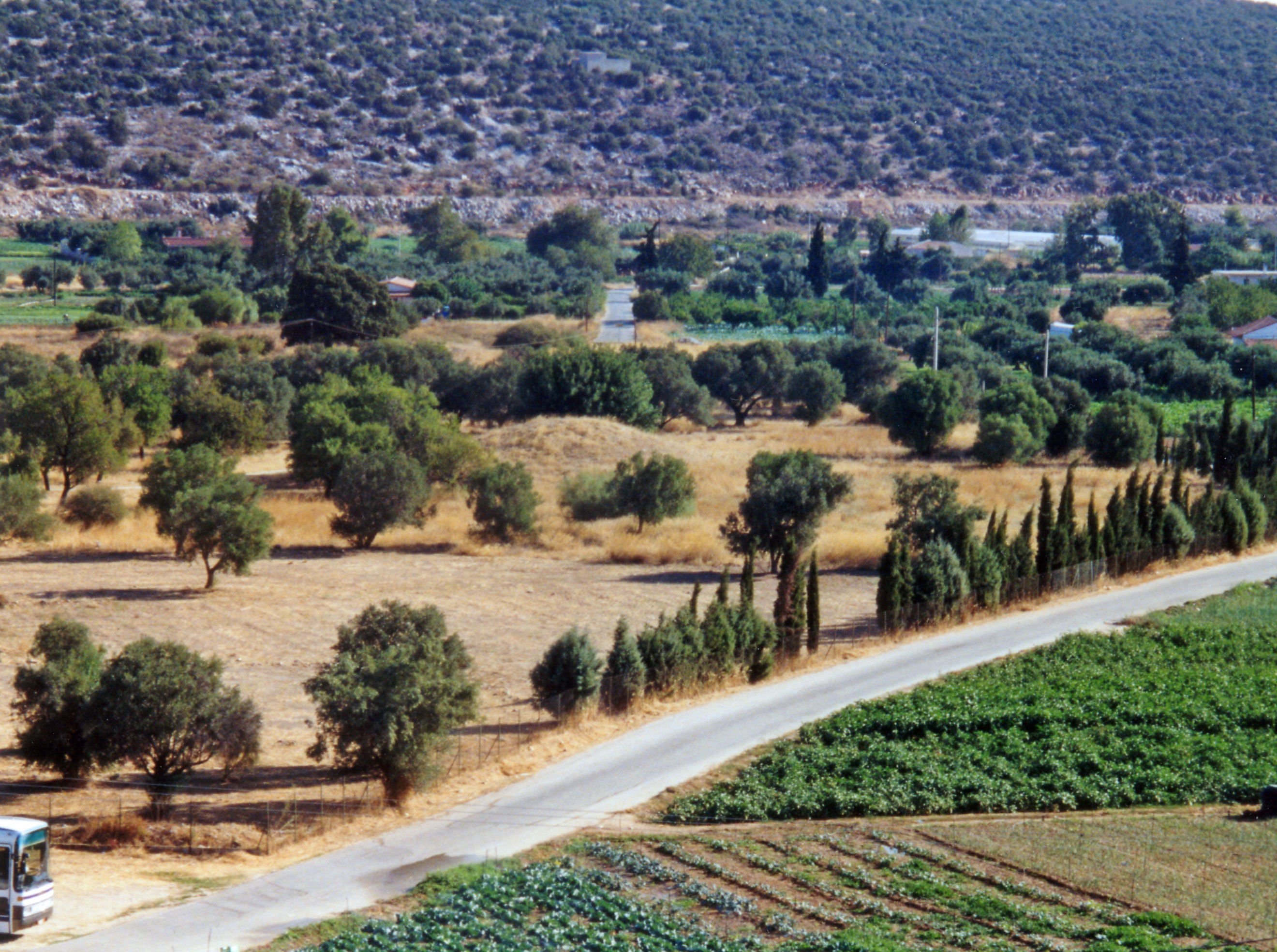
마라톤 전투에서 전사한 플라타이아인들이 묻힌 곳

### 아테네와 동맹
헤로도토스에 따르면 플라타이아는 보이오티아가 테바이에 패권을 행사하는 것을 바라지 않았기 때문에 스스로 스파르타에 종속되기를 신청했다고 한다. 스파르타는 이 제안을 거절하고 보이오티아가 아테네와 불화를 일으키는 것을 꾀하며, 플라타이아와 아테네와 동맹을 권했다. 플라타이아는 권유에 따라 아테네에 대표단을 보냈고, 아테네는 제안을 받아 들였다.
플라타이아이가 아테네와 동맹을 맺은 것을 알게 된 테바이는 플라타이아에 군대를 보냈지만, 아테네 군대와 대결하게 되었다. 코린토스가 중재에 나서며 테바이와 플라타이아의 경계를 정하는 협정이 맺어졌다. 테바이는 보이오티아 동맹에 편입되는 것을 원하지 않는 도시에 간섭하지 않기로 약속을 했다. 그러나 코린토스가 떠난 뒤 귀국 길에 오른 아테네 사람들은 보이오티아 인에 의해 습격당했다. 다시 시작된 전투에서 아테네가 승리하였고, 테바이와 플라타이아 경계로 아소포스 강이 정해졌다. 아테네의 후원을 받음으로써 플라타이아는 이웃에 의한 지배를 벗어나 스스로의 자유를 지킬 수 있었다.

### 페르시아 전쟁과 플라타이아 전투
기원전 492년, 페르시아 아케메네스 왕조의 다리우스 1세가 그리스 원정을 시작하며 페르시아 전쟁이 발발했다.
기원전 490년, 마라톤 전투에서 플라타이아 만이 아테네의 편에 서서 싸웠다. 헤로도토스는 다른 원군을 얻지 못한 채 페르시아 원정군과 대치하게 된 아테네 사람들의 절망과 공포를 묘사하며 거기에 아테네의 원군으로 플라타이아가 달려온 것을 기록했다. 아림네스토스 장군이 이끄는 플라타이아의 군대는 소위 ‘싸울 수 있는 모든 사람’(약 1000명에 달했던 것으로 추측)이었다. 아테네는 동맹국에 고마워하며 좌익을 맡겼다. 전후 플라타이아는 아테네와 전승을 기념하며 함께 (아테네인들 외엔 배타적이었던) 아테네의 종교적 의식이나 게임 등에서 아테네의 수호신의 가호를 비는 것을 인정받았다.
기원전 479년에는 플라타이아 땅에서 〈플라타이아 전투〉가 벌어졌다. 이 전투에서 아테네, 스파르타, 코린토스 등의 그리스 연합군은 페르시아와 페르시아에 편에 선 테바이 등 여러 도시의 연합군을 물리쳤다. 이 전투로 크세르크세스 1세가 계획한 두 번째 침공이 격퇴되었다.

### 펠로폰네소스 전쟁
투키디데스에 의하면, 기원전 431년 4월 야음과 폭풍을 틈타 300명의 테바이 병력이 플라타이아에 침입했다. 두 명의 플라타이아 시민이 그들을 안내했는데, 그들은 테바이 군이 도시의 지도자를 사로잡거나, 살해하고 테바이와 동맹을 강요할 것이라고 생각했다. 그러나 테바이 측 지휘관들은 아무도 다치게 하지 않았고, 플라타이아 측에 테바이와 동맹을 맺도록 설득을 시작했다. 플라타이아 측의 지도부는 일단 이를 수용했지만, 곧 침입자가 소수이며, 충분히 감당할 수 있다고 여기고 생각을 바꿨다. 플라타이아 시민들이 테바이 병사를 공격하여, 테바이 병사 300명 중 170명을 살해했다. 이 공격은 여성과 노예도 참가한 몇 안 되는 사건이었다. 아테네는 사태를 전하는 플라타이아의 전령에게 테바이 포로를 죽이지 말도록 전달하였으나, 전령이 돌아왔을 때는 늦은 격앙된 시민에 의해 플라타이아에서 포로들이 모두 살해된 뒤였다.
투키디데스에 의하면 이 몇 시간의 사건으로 테바이와 보이오티아 동맹은 병력의 12%를 잃었다고 전한다. 아테네는 플라타이아를 구원하기 위해 군대를 파견했다. 플라타이아의 여성과 어린이 등 병역을 맡은 수 없는 사람은 아티카로 피난을 갔다. 테바이에 의한 플라타이아 선제공격 이후 펠로폰네소스 전쟁은 27년간 계속되었다.
기원전 429년 여름, 스파르타의 왕 아르키다모스 2세는 펠로폰네소스 동맹을 이끌고 플라타이아를 침공하여 수확물을 빼앗았다. 플라타이아는 스파르타에 사신을 보내 페르시아 전쟁 승리의 영광을 떠올리게 했다. 스파르타는 플라타이아를 ‘성지’로 보호하고 플라타이아가 독립 상태를 유지하는 것을 인정하는 한편, 플라타이아에 공격을 가하는 대신 플라타이아가 중립을 지킬 것을 인정하고 동의할 것을 제안했다. 플라타이아는 아테네와의 협의 결과 스파르타의 제안을 거절하였고, 도시를 더더욱 굳건히 방어했다. 스파르타는 즉시 플라타이아를 포위하고 다양한 공격을 퍼부었지만, 함락시키지는 못했다. 스파르타 군은 도시를 포위하는 성벽을 쌓고 필요한 병력을 남기고 철수했다. 스파르타와 테바이에 의해 포위된 플라타이아에서는 아테네의 원군도 바랄 수 없는 절망적인 상황 속에서 겨울을 맞이했다. 220명 정도가 포위를 뚫고 탈출하기도 했다. 그러나 플라타이아에서는 물자가 고갈되고, 지원군도 바랄 수 없었다. 결국 기원전 428년 여름에 스파르타에 항복했다. 스파르타는 포로에 대한 ‘공정한 재판’을 약속했지만 이행되지 않았고, 스파르타에 협력을 거부한 200명 정도의 플라타이아 시민이 살해되었다. 테바이는 도시를 모두 파괴하고 그 폐기물을 이용하여 헤라를 모시는 신전을 건설했다.
그 후 기원전 386년에 도시는 재건되었다.

## 행정구역

테베 시 (2011년 이후)

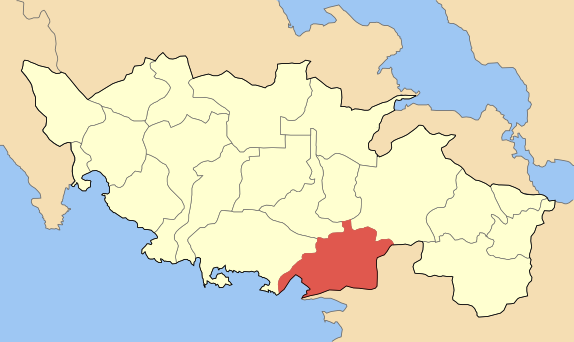
구 플라테아 시 (1999년 - 2010년)

### 구 자치체 (디모티키 · 에노티타)
플라테아 지구(Δημοτική ενότητα Πλαταιών)는 테베 시를 구성하는 행정구( 디모티키 · 에노티타 )이다. 카리쿠라티스 개혁에 따른 지자체 통폐합(2011년 1월 시행)까지 비오티아 현에 속한 지자체 플라테아 시(Δήμος Πλαταιών)였다. 플라테아 지구는 다음 키노티타 (도시 지역 · 마을) 및 도시 마을로 구성된다.
표 중의 Δ.δ.는 Δημοτικό διαμέρισμα의 약자이며, 카포디스트아스 개혁에 의한 통폐합 (1999년 1월 시행) 이전의 구 지자체에서 유래한 구획이다. [] 안은 인구 (2001년 인구 조사)를 나타낸다.
- Δ.δ. Καπαρελλίου　 카파레리 [1,683]
- το Καπαρέλλι　카파레리 [1,549]
- ο Άγιος Βασίλειος　아이오스 · 봐시리오스 [119]
- το Καλαμάκι　칼라마키 [15]
- Δ.δ. Λεύκτρων　 레우크트라 [1,065]
- τα Λεύκτρα　레우크트라 [1020]
- η Παραλία Λιβαδόστρας [45]
- Δ.δ. Λουτουφίου [334]
- το Λουτούφιο [334]
- Δ.δ. Μελισσοχωρίου　 메리소호리 [642]
- το Μελισσοχώρι　메리소호리 [642]
- Δ.δ. Πλαταιών　 플라테아 [991]
- οι Πλαταιές　플라테아 [984]
- η Μονή Αγίας Τριάδας [7]

## 같이 보기
- 그리스-페르시아 전쟁
- 펠로폰네소스 전쟁사

## 참고 자료
- 헤로도투스, 역사, 6권, p108-111.
- 투키디데스, 펠로폰네소스 전쟁사, 쿠텐베르크 온라인판